# Hard Times (boek)

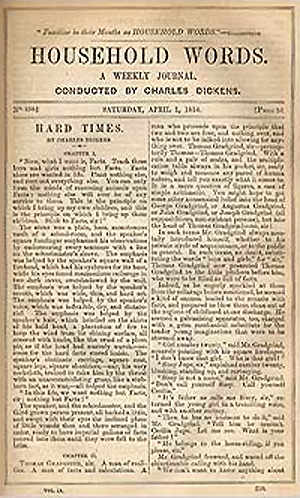

Hard Times - For These Times (beter bekend als Hard Times) is de tiende roman van Charles Dickens. Het werd voor het eerst gepubliceerd in 1854. Het boek beschrijft de Engelse samenleving en spot met de sociale en economische omstandigheden van die tijd.

## Achtergrond
Hard Times is op verschillende manieren ongebruikelijk. Het is de kortste van de romans van Dickens. Het is nauwelijks een kwart van de lengte van de romans die er vlak voor en erna geschreven zijn. In tegenstelling tot al zijn andere romans behalve een, heeft Hard Times geen voorwoord of illustraties. Daarnaast is het zijn enige roman waarin geen scènes zijn in Londen. In plaats daarvan speelt het verhaal zich af in de fictieve Victoriaanse en industriële stad Coketown, een Noord-Engelse fabrieksstad, die in zekere zin lijkt op Manchester, maar dan kleiner. Coketown is mogelijk gedeeltelijk gebaseerd op het 19e-eeuwse Preston.
Een van de redenen van Dickens om Hard Times te schrijven, was dat de verkoop van zijn wekelijkse tijdschrift Household Words laag was, en men hoopte dat de publicatie van de roman in afleveringen de circulatie zou stimuleren - zoals inderdaad het geval bleek te zijn. Het boek werd met gemengde reacties van critici ontvangen. Critici zoals George Bernard Shaw en Thomas Macaulay richtten zich vooral op de beschrijvingen van de vakbonden door Dickens, evenals op zijn pessimisme na de industriële revolutie met betrekking tot de kloof tussen kapitalistische eigenaars van fabrieken en ondergewaardeerde arbeiders tijdens het Victoriaanse tijdperk. F.R. Leavis, een groot bewonderaar van het boek, prees het in zijn boek The Great Tradition (1948) en nam het werk gedeeltelijk hierin op.